# آنبو ۱
آنبو ۱ (به انگلیسی: ANBO_I) یک هواگرد ملخ‌پیشین تک‌موتوره از نوع پیش نمونه ساخت شرکت Karo Aviacijos Tiekimo Skyrius است. هواگرد آنبو ۱ نخستین پروازش را در ۱۴ ژوئیه ۱۹۲۵ میلادی انجام داد. در مجموع، تعداد ۱ فروند از این هواگرد ساخته شده‌است.
طراح این هواگرد، Antanas Gustaitis بود.